# Dane osobowe
Dane osobowe – informacje o zidentyfikowanej lub możliwej do zidentyfikowania osobie fizycznej („osobie, której dane dotyczą”). Możliwa do zidentyfikowania osoba fizyczna to osoba, którą można bezpośrednio lub pośrednio zidentyfikować, w szczególności na podstawie identyfikatora takiego jak imię i nazwisko, numer identyfikacyjny, dane o lokalizacji, identyfikator internetowy lub jeden bądź kilka szczególnych czynników określających fizyczną, fizjologiczną, genetyczną, psychiczną, ekonomiczną, kulturową lub społeczną tożsamość osoby fizycznej.

## Definicje prawne
10 maja 2018 roku Sejm RP VIII kadencji uchwalił nową ustawę o ochronie danych osobowych, która zastąpiła ustawę z 1997 roku. Ustawa zapewnia stosowanie RODO, czyli rozporządzenia Parlamentu Europejskiego i Rady (UE) 2016/679, które obowiązuje w polskim porządku prawnym bezpośrednio i ma zastosowanie od dnia 25 maja 2018 r.
Według RODO dane osobowe to wszelkie informacje dotyczące zidentyfikowania danej osoby fizycznej. Obejmują m.in. datę urodzenia, imię i nazwisko, adres zamieszkania czy identyfikator internetowy. W wielu aspektach identyfikowalność osoby może być względna i uzależniona od tego, kto daną informację przetwarza, w jakim kontekście tego dokonuje oraz jakimi środkami się posługuje.
Aby stwierdzić, czy dany sposób może być z uzasadnionym prawdopodobieństwem wykorzystany do zidentyfikowania danej osoby, należy wziąć pod uwagę wszelkie obiektywne czynniki, takie jak koszt i czas potrzebne do jej zidentyfikowania, oraz uwzględnić technologię dostępną w momencie przetwarzania danych, jak i postęp technologiczny. Informacji nie uważa się za umożliwiającą określenie tożsamości osoby, jeżeli wymagałoby to nadmiernych kosztów, czasu lub działań.

## Przykłady danych osobowych
Przykładami danych osobowych są m.in:
- imię i nazwisko
- numer identyfikacyjny (PESEL lub numer dowodu osobistego)
- dane o lokalizacji
- identyfikator internetowy

Oprócz podstawowych danych, takich jak imię i nazwisko, dane osobowe mogą obejmować również bardziej specyficzne informacje, takie jak odciski palców czy dane o lokalizacji.

## Dane osobowe zwykłe i dane osobowe wrażliwe
W RODO występuje podział na dane osobowe zwykłe i wrażliwe (dane osobowe szczególnej kategorii).
Do danych osobowych szczególnej kategorii zalicza się:
- pochodzenie rasowe lub etniczne,
- poglądy polityczne,
- przekonania religijne lub światopoglądowe,
- przynależność do związków zawodowych, a także
- dane genetyczne,
- dane biometryczne przetwarzane w celu jednoznacznego zidentyfikowania osoby fizycznej lub dane dotyczące zdrowia, seksualności lub orientacji seksualnej danej osoby.

Te kategorie danych są objęte surowszymi regulacjami ze względu na ich wrażliwy charakter.

## Organ nadzorczy
Od 1997 do 2018 r. Generalny Inspektor Ochrony Danych Osobowych (GIODO) kontrolował zgodność przetwarzania danych z przepisami ustawy, wydawał decyzje administracyjne i rozpatrywał skargi w sprawach wykonania przepisów o ochronie danych osobowych, prowadził rejestr zbiorów danych, opiniował akty prawne dotyczące ochrony danych osobowych, inicjował i podejmował przedsięwzięcia w zakresie doskonalenia ochrony danych osobowych, uczestniczył w pracach międzynarodowych organizacji i instytucji zajmujących się problematyką ochrony danych osobowych.
25 maja 2018 roku weszło w życie RODO, czyli unijne rozporządzenie, którego celem jest doprowadzenie do pełnej harmonizacji prawa materialnego w ramach UE i swobodnego przepływu danych osobowych. Wskutek wprowadzenia RODO urząd GIODO został zlikwidowany, a w jego miejsce powstał Urząd Ochrony Danych Osobowych (UODO), na czele którego stoi Prezes wybierany na 4-letnią kadencję. Prezesa Urzędu powołuje i odwołuje Sejm Rzeczypospolitej Polskiej za zgodą Senatu na wniosek Prezesa Rady Ministrów. Obecnie Prezesem UODO jest Mirosław Wróblewski.

## Obowiązki podmiotów gospodarczych
RODO zawiera wiele obowiązków, które dotyczą wszystkich podmiotów gospodarczych mających do czynienia z przetwarzaniem danych osobowych. Najważniejsze z nich to:
- pozyskiwanie zgody na przetwarzanie danych osobowych;
- obowiązek wyznaczania Inspektora Ochrony Danych;
- obowiązek zgłaszania naruszeń (organowi nadzorczemu, administratorowi danych) i powiadamiania podmiotu danych;
- respektowanie praw osób, których dane są przetwarzene, w tym m.in. prawa do „bycia zapomnianym”.

## Kary administracyjne
Za naruszenie postanowień RODO organ nadzorczy jest uprawniony do nakładania na przedsiębiorstwo wysokich kar pieniężnych. W zależności od okoliczności naruszenia, do których należą m.in.: charakter, czas i waga naruszenia, umyślność lub nieumyślność podmiotu, wdrożone u administratora środki organizacyjne oraz techniczne czy też sposób, w jaki organ nadzorczy dowiedział się o naruszeniu, a w szczególności, czy i w jakim zakresie przedsiębiorca zgłosił naruszenie, kara pieniężna może wynieść do 10 000 000 EUR, w przypadku przedsiębiorstwa – do 2% całkowitego rocznego światowego obrotu z poprzedniego roku obrotowego lub w przypadku większych naruszeń nawet do 20 000 000 EUR, w przypadku przedsiębiorstwa – do 4% całkowitego rocznego światowego obrotu z poprzedniego roku obrotowego.
Z powodu naruszeń różnych przepisów RODO w 2024 Prezes Urzędu Ochrony Danych Osobowych ukarał m.in. mBank na kwotę 4 mln zł , Santander Bank Polska na kwotę 1 mln zł 440 tys. zł  czy American Heart of Poland SA na kwotę 1 mln 440 tys. zł .